# Oenopota koreni
Oenopota koreni é uma espécie de gastrópode do gênero Oenopota, pertencente a família Mangeliidae.